# Kera Tamara
Tamara Hatun rozená Kera Tamara (bulharsky Кера Тамара) (kolem 1340? – po roce 1378? Bursa) byla bulharská princezna a manželka sultána Murada I. Pocházela z šišmanovské dynastie. Byla dcerou bulharského cara Ivana Alexandra a jeho druhé manželky Sáry Theodory a zároveň sestrou Ivana Šišmana a Ivana Sracimira.

## Život
Narodila se kolem roku 1340. Jejím prvním manželem byl despota Konstantin. Podle jedné teorie to byl Konstantin Dejanović z Velbazhdu, jehož dcera Helena Dragašová byla provdána za byzantského císaře Manuela II. a stala se matkou posledního byzantského císaře Konstantina XI. Tuto teorii historikové vyvrátili, protože v roce 1371 byla Kera Tamara již vdova, zatímco Konstantin Dejanović zemřel až v roce 1395. Proto despota Konstantin a první manžel Kery Tamary byl jiný muž.

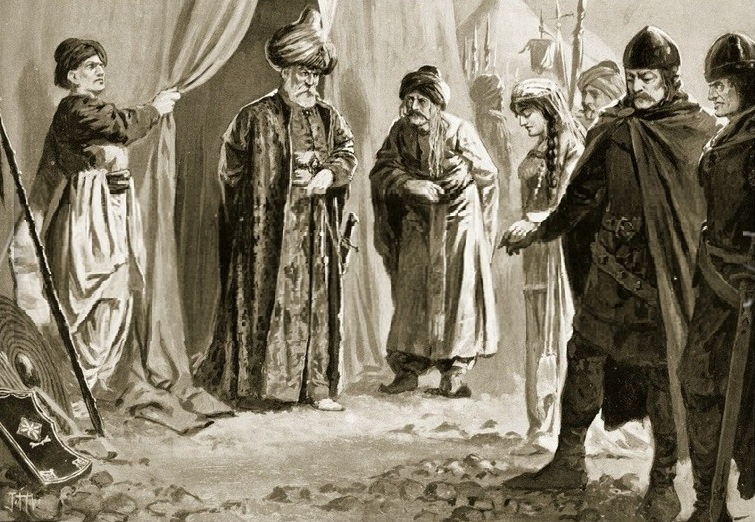
Car Šišman předává svou sestru sultánu Muradovi I.

Již v roce 1371, kdy Ivan Alexander zemřel, zdědil trůn Ivan Šišman. V té době do hlavního města Tarnova dorazili velvyslanci osmanského sultána Murada I., aby sjednotili své postoje a vztahy s novým císařem Bulharska. Sultán, který byl obeznámen s krásou Kery Tamary i skutečností, že je vdova, požadoval, aby se stala jeho manželkou, jako záruka míru mezi oběma zeměmi. Ivanovi Šišmanovi se podařilo oddálit jeho požadavky o sedm let, do roku 1378, kdy jeho pokusy zastavit Turky selhaly a tak neochotně poslal Keru Tamaru do harému sultána v Burse. Kera Tamara si zachovala svou křesťanskou víru. Boril Synadnik chválí její osud jako sebeobětování. Je pohřbena v Burse v rodinné hrobce osmanské dynastie vedle hrobu Murada I. Nápis na hrobě hlásá, že zde leží Bulharská císařovna Marie. Podle její závěti nebyl její hrob zakryt kamenem, ale byl osetý ječmenem.
Tou dobou, ač roku nepovědomého, stal se Jan Šišman vasallem Turkův. Šišman zavázal se jim k válečné pomoci; nemohlť jinak, nemaje opory ani u Řekův ani u Rumunův, ani v anarchickém Srbsku, natož u bratra Sracimira. K utvrzení poddanství přinucen byl sestru svou obětovati Muradovi. Čteme o ní v často zmíněném pomeníku: „Kyra Thamaře, dceři velikého cáře Jana Alexandra, veliké paní, jenž byla manželkou velikého Amira Amurata, dána jsouc jemu za národ bulharský, a kteráž šedši tam, i víru pravoslavnou zachovala i národ svůj osvobodila, i dobře a zbožně žila i v míru skonala, věčná jí památka!" Podnes zpívají Bulhaři píseň, kteráž se počíná: "Car Murat Mari dumaše, Maruljo, bela Bulgarko!" Obsahem písně jest, že Mara od sultána si v Cařihradě žádá sv. Sofii, v Drinopoli Uzun-čaršiji, v Cařihradě Galatu, kraj moře bílá města, kraj Dunaje drobné palanky (hrady). A Murad Mary se táže, k čemu jí sv. Sofie, on že jí daruje Cařihradskou džamii se stříbrnými svítilnami. Ale ona praví: „Netřeba mi džamije, třeba mi sv. Sofie; jsemt já bílá Bulharka, milá mi je víra má, bílou kadunou nebudu."
Konstantin Josef Jireček (str.285-286), Dějiny národa bulharského, vydal Bedřich Tempský, 1876